# Luisiana (Nova França)
A Luisiana (em francês:  La Louisiane), também conhecida como Luisiana francesa, foi um distrito administrativo da Nova França. Sob o controle francês de 1682 a 1762 e 1802 (nominalmente) a 1803, a área foi nomeada em honra do rei Luís XIV, pelo explorador francês René Robert Cavelier, Sieur de La Salle em 1682. Originalmente cobria um território expansivo que ocupava a maior parte da bacia hidrográfica do rio Mississippi e se estendia desde os Grandes Lagos até o Golfo do México e das Montanhas Apalaches às Montanhas Rochosas.
Como resultado de sua derrota na Guerra dos Sete Anos, a França sob os termos do Tratado de Paris foi forçada a ceder a parte oriental do território da Luisiana em 1763 aos britânicos vitoriosos, e a parte a oeste do rio Mississippi a Espanha como compensação pela sua perda da Flórida para o Reino da Grã-Bretanha. Os franceses recuperam o controle da porção espanhola da Luisiana em 1800. Esta porção seria vendida aos Estados Unidos em 1803 com a Compra da Luisiana por meio do secreto Tratado de Santo Ildefonso de 1800. Mas forçado por obrigações na Europa, Napoleão Bonaparte decidiu vender o território aos Estados Unidos na Compra da Luisiana de 1803, terminando a presença da francesa na Luisiana.

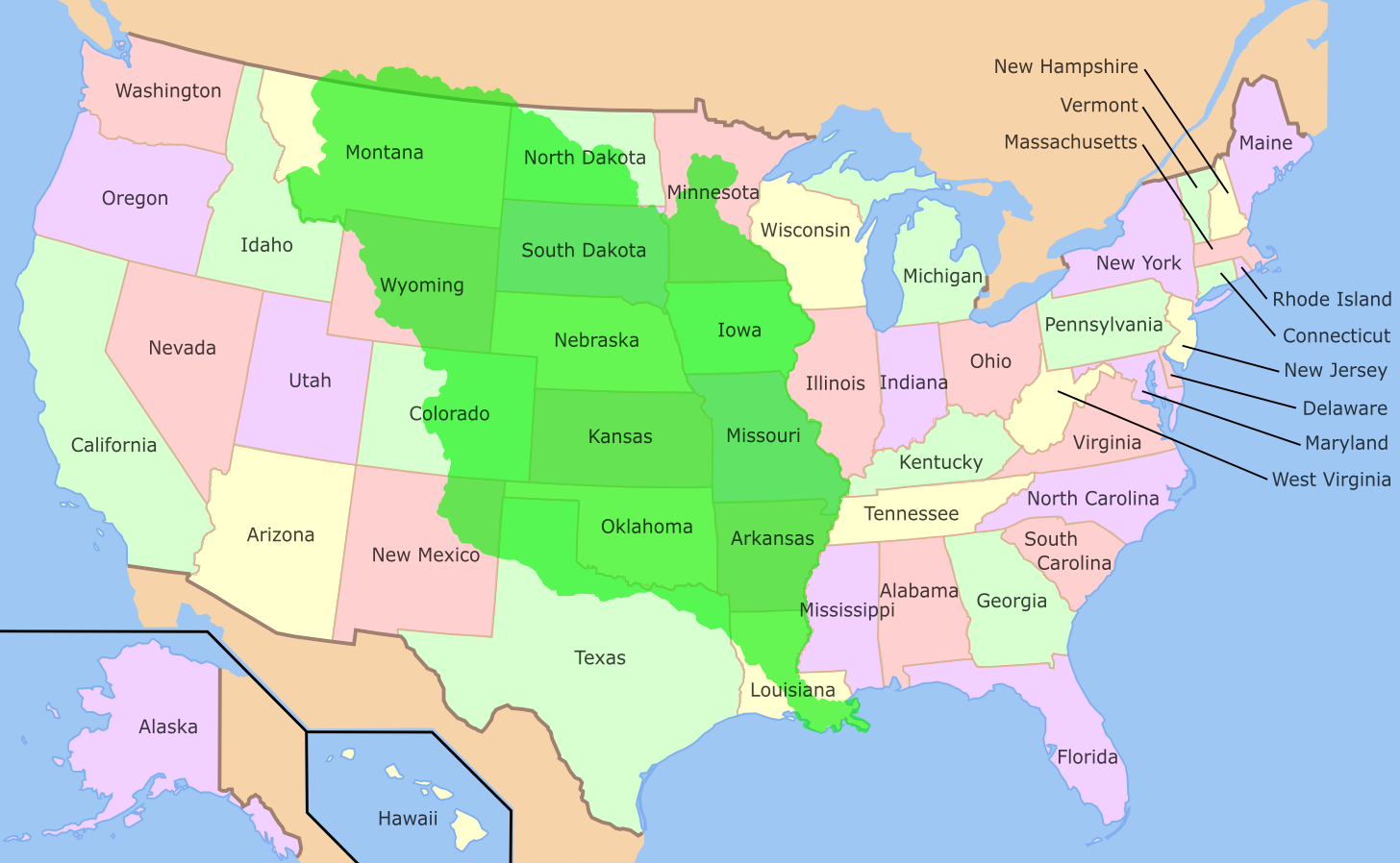
Extensão da Luisiana em 1803, quando o território foi adquirido pelos Estados Unidos.

Os Estados Unidos cederam parte da Compra de Luisiana ao Reino Unido no Tratado de 1818. Esta seção encontra-se acima do Paralelo 49 N em uma parcela que faz parte dos atuais Alberta e Saskatchewan.